# إي إم إيه إس
E.M.A.S أو إي إم إيه إس هو الألبوم التاسع لسيتي نورهاليزا.

## قائمة الأغاني
1. Bukan Cinta Biasa (لا حب مألوف / ليس حباً عادياً)
2. Debaran Cinta (رفرفة الحب / الحب الخفقان)
3. Untuk Selamanya (للأبد)
4. Ku Yakini (أنا متأكد)
5. Oda Bumi Anbia (اودا بومي انبيا)
6. Janji Kasih (وعد الحب)
7. Sebenar Cinta (الحب الحقيقى)
8. Air Mata Ibu (دموع الأم)
9. Ku Milikmu (أنا لك)
10. Di Sini Ku Berjanji (هنا أعدك)